# Latin Monetáris Unió

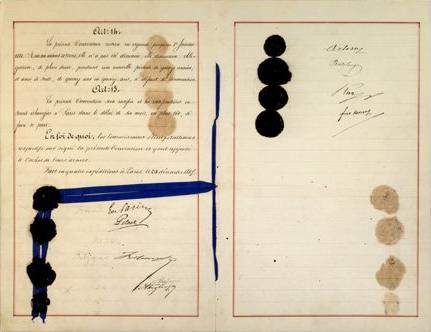
A Latin Monetáris Unió alapító okirata

A Latin Monetáris Unió (franciául: Union monétaire latine, eredeti nevén Érmeegyezmény, franciául: Convention Monétaire; 1865-1927) egy 19. századi kísérlet volt az európai pénzrendszerek egységesítésére Franciaország vezetésével. Bár a monetáris uniónak hivatalosan csak öt tagja volt, a bevezetett kétfémes pénzrendszert számos ország átvette. A bevezetése utáni évtizedekben többé-kevésbé sikeresen szolgálta a nemzetközi gazdaság bővülését, de a nemesfémek piacának árváltozásai, a papírpénzforgalom elterjedése és különösen az első világháború megpecsételték e pénzrendszer sorsát. Fogyatékosságai ellenére is szimbolikus jelentőségű, az euró előképének is tekinthető.

## Története

### Előzményei
A 19. század folyamán megélénkült a nemzetközi kereskedelem, ennek egyre inkább akadályát jelentették az egyes államok eltérő pénzrendszerei és adórendszerei és a gyakran államokon belül is létező vámhatárok. A két akadály leküzdése nem egyszer együtt járt, például 1834-ben a német államok egységesítették a vám- és adórendszerüket, 1838-ban pedig a pénzrendszerüket. A nemzetállamok kialakulásával párhuzamosan zajló vám-, adó- és pénzreformok az 1870-es évekre lezárultak, de közben megjelent egy újabb törekvés a nemzetközi pénzrendszer egységesítésére.
Az egységes pénzrendszer kialakítása nem egy teljesen új pénznem létrehozásával valósult meg a résztvevők egyenlő közreműködésével, hanem egy nagyhatalom (nevezetesen Franciaország) törekedett pénzrendszerének más országokra való kiterjesztésére, ami előrevetítette a monetáris unió korlátait is. A tét ugyanis nem volt kicsi: az az állam, amelyik sikerrel teszi nemzetközi pénzzé valutáját, gazdasági előnyök mellett jelentős politikai presztízsnövekedést is elkönyvelhet.

### Kezdetek
A Latin Monetáris Unió alapjául szolgáló frankrendszert, a germináli frankot (franc germinal) 1803-ban vezették be Franciaországban, melyet hivatalos megegyezés nélkül vett át a függetlenné váló Belgium (1832). a pénzrendszerét egységesítő Svájc (1850. május 7.) és líra néven az egyesülő (egykor I. Napóleon birodalmának részét képező) Olaszország (1868). Az ezüst váltópénzek (0,20, 0,50, 1, 2 frank/líra) finomtömege azonban nem volt egységes, ezért jellemzőek voltak az árfolyamingadozások és a spekulációs ügyletek. Az ezüstöt ugyanis bármelyik országban szabadon pénzzé lehetett veretni, így a magasabb ezüsttartalmú pénzek beolvasztásával nyert ezüstöt egy gyengébb ezüstöt használó országban pénzzé veretve jelentős haszonra lehetett szert tenni. Ennek kivédésére az országok kénytelenek voltak korlátozni valutaforgalmukat, ez azonban akadályozta a kereskedelem fejlődését.

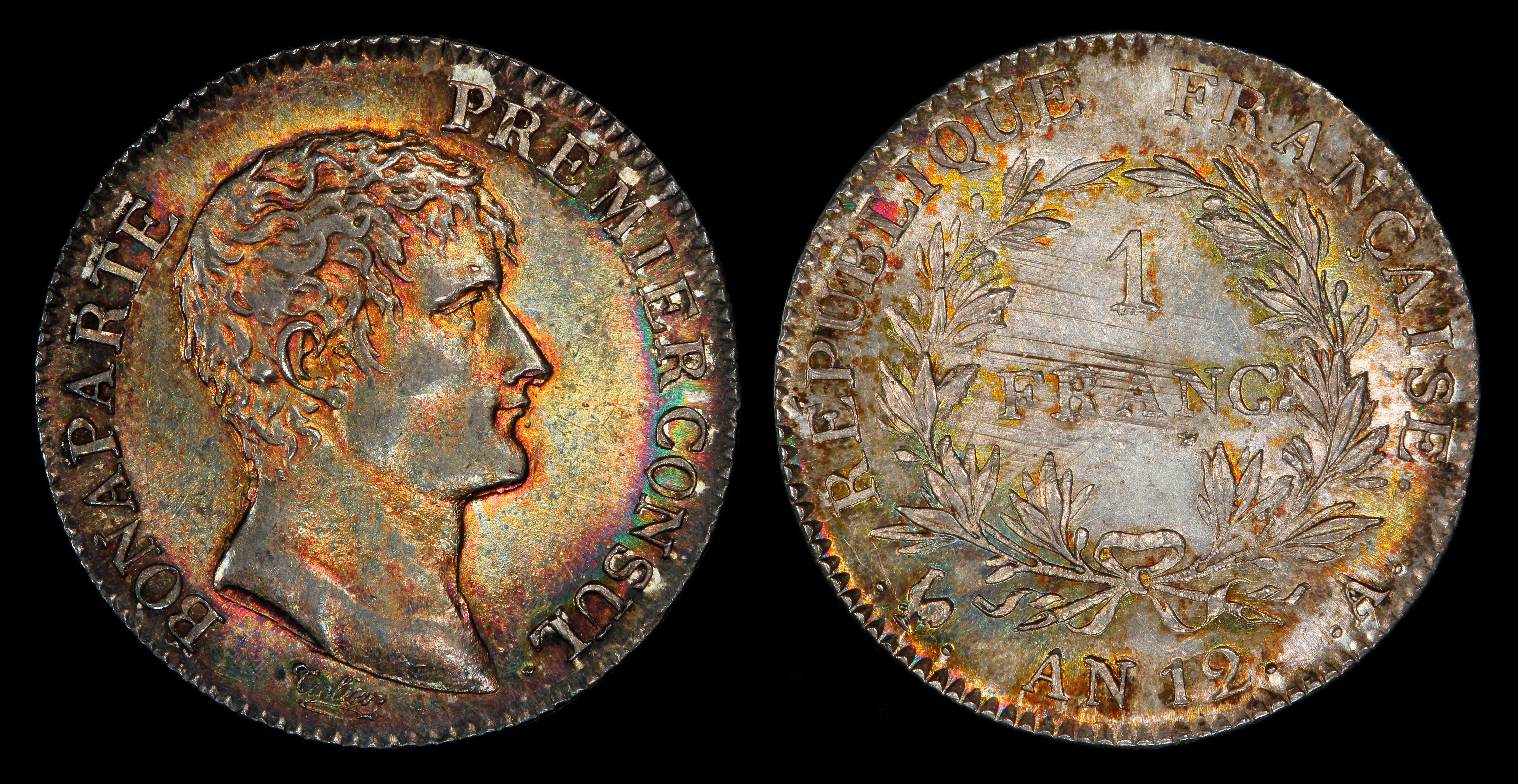
1803-ban vert francia 1 frankos ezüst érme Napóleon első konzul portréjával. Ez a germináli frank (franc germinal) lett a Latin Monetáris Unió alapja.

1865. december 23-án Párizsban ültek össze Franciaország, Belgium, Svájc és Olaszország pénzügyi képviselői, és megállapodtak, hogy egységesítik pénzrendszerüket, és az attól eltérő váltópénzeket 1869. január 1-jéig kivonják a forgalomból (a svájci egy- és kétfrankosokra 9 éves moratórium vonatkozott). Az egyezmény szerint vert értékpénzeket egymás területén kölcsönösen elfogadták. Az egyezmény későbbi neve onnan ered, hogy az aláíró országok mindegyikében hivatalos volt valamelyik újlatin nyelv.
A korabeli pénzrendszerek főként ezüst, ritkábban kétfémes alapúak voltak. Az amerikai és ausztráliai aranyláz hatására megugrott aranytermelés csökkentette az arany világpiaci árfolyamát, ami immár alkalmassá tette arra, hogy pénzrendszer alapját képezze. Korábban ugyanis az arany nem állt akkora mennyiségben rendelkezésre, hogy egyedül ki tudja elégíteni a nemzetközi pénzforgalom igényeit, illetve túl értékes volt ahhoz, hogy kis összegű kifizetések elszámolására is alkalmas legyen.
Bár a franciák ellenezték, Párizsban mégis kétfémes pénzrendszert fogadtak el, az arany-ezüst átváltási arányt 1:15,5 szinten határozták meg. A szerződés rögzítette az érmék értékét és technikai paramétereit, kibocsátási feltételeit. Az ezüst váltópénzek kibocsátását lakosonként 6 frankban maximálták (később ezt 16 frankra növelték), az 5 frankost (a tulajdonképpeni értékpénzt) viszont kezdetben mind ezüstből, mind aranyból korlátlanul lehetett verni. A szerződés a papírpénzekre és a nem nemesfém váltópénzekre, továbbá az Unión kívüli valuták kezelésére nem terjedt ki. A tagállamok kötelesek voltak pénzforgalmi adataikat egymással közölni.

### A pénzrendszer elterjedése
Az egyezményhez 1868-ban Görögország is csatlakozott, és bár további államok formálisan nem lettek tagjai a monetáris uniónak, számos ország átvette (részben vagy egészben) a szabványt, így többek között Spanyolország, a Finn Nagyhercegség (az Orosz Birodalom autonóm tartománya), a legtöbb balkáni állam és más kisebb európai országok, Dél- és Közép-Amerika egyes államai, továbbá a latin érmeunió tagjainak gyarmatai.

### Az ezüstvaluta válsága
Anglia már 1816-ban demonetizálta az ezüstöt. Az 1870-es években feltárt Kaliforniai ezüstbányák termelése először megingatta az ezüst árfolyamát, majd Németország és több más állam átállása az aranyalapra hatalmas mennyiségű ezüstöt zúdított a piacra (az ezüstalapot elhagyó országok többé nem kívántak tartalékolni ebből a nemesfémből). Ez 1873-tól végleg leszállópályára küldte az ezüst árfolyamát. A mesterséges 1:15,5 arany-ezüst aránynak többé már nem volt piaci realitása. Bár az Éremunió országaiban korlátozták az (addig szabadon verethető) ötfrankos ezüstök verését, bizonyos mértékig meg kellett tartani az ezüstpénzek szerepét, így a problémát mégsem tudták teljes mértékben kezelni. Ezzel gyakorlatilag egy sánta aranyvaluta jött létre, melyben az arany értékpénzek főszerepe mellett, az ezüstnek is megmaradt a jelentősége (hasonlóan például az Osztrák-magyar korona pénzrendszerhez). Ennek oka az volt, hogy a nemesfémtartalékok jelentős része ezüst volt, amelytől megszabadulni csak komoly veszteségekkel lehetett volna.

### Az Érmeunió vége
A tagállamokban egyre nagyobb szerephez jutott a papírpénzforgalom és az aranyvaluták tartalékolása is az Érmeunióból kifelé mutató intézkedés volt. A 20. század elején inflációs tendenciák léptek fel, az első világháború idején pedig Svájc kivételével minden államban hatályon kívül helyezték az Érmeunió rendelkezéseit. A háború után még néhány ország visszatért az aranyalaphoz, de az Érmeunió már nem éledt fel újra. 1927. január 1-jén Belgium kilépésével a már csak jogilag létező Latin Érmeunió formálisan is megszűnt.

## Az Érmeunió hatása a magyar pénzforgalomra
Ausztria is részt vett az Unió létrehozását megelőző tárgyalásokon, majd kötelezte magát az Érmeunió szerinti pénzverés 1870-es bevezetésére. Mégis csak a tíz és húsz frank értékű négy- és nyolcforintosokat vezette be, amelyek elfogadása a készpénzforgalomban nem volt kötelező. Az Érmeunióhoz való csatlakozás és az aranyalapra való áttérés Ausztria porosz–francia háború idején tanúsított magatartása miatt meghiúsult, de az aranypénzek verését ezután is folytatták. Érmeuniós szabvány szerinti aranyforintok a magyarországi pénzverdékben (Körmöcbánya és Gyulafehérvár) is készültek magyar jelképeket hordozó éremképpel.

## Tagsága

### Alapítók
- Belgium
- Franciaország
- Olaszország
- Svájc

### Később csatlakozó
- Görögország (1868)

### Nem tagok, akik átvették a pénzrendszert
- Spanyolország (1868)
- Bulgária (1881)
- Románia (1889)
- Szerbia
- Montenegró
- San Marino
- Pápai állam
- Venezuela

### Nem tag, aki részben vette át a pénzrendszert
- Ausztria-Magyarország

## Pénzlábak
Az aranypénzek és az ezüst ötfrankos voltak az értékpénzek, ezekre a következő pénzlábak vonatkoztak:
- A pénzverés alaptömege a kilogramm volt.
- Egy kilogramm ötvözött (900‰) aranyból 31 százfrankost, 62 ötvenfrankost, 155 húszfrankost, 310 tízfrankost vagy 620 ötfrankost kellett verni.
- Egy kilogramm ötvözött (900‰) ezüstből 40 ötfrankost kellett verni.

Az öt frank alatti címletek voltak a váltópénzek. Ez utóbbiak kisebb mennyiségű ezüstöt tartalmaztak a hivatalos 1:15,5 pénzlábnál, elfogadásuk a nemzetközi kereskedelemben nem volt kötelező. Egységes verésük a következő pénzláb szerint történt:
- Egy kilogramm ötvözött (835‰) ezüstből 100 kétfrankost, 200 egyfrankost, 400 félfrankost vagy 1000 ötödfrankost kellett verni (a pénzegység alatti pénznév országonként változott).

Az egyötöd frank alatti címletek verésére az egyezmény nem tért ki, és azokat sem volt kötelező más országban elfogadni.
| Kép   | Névérték (frank) | Nyerstömeg (g) | Finomtömeg (g) | Átmérő (mm) | Finomság (‰) |
| ----- | ---------------- | -------------- | -------------- | ----------- | ------------ |
| Arany | 100              | 32,2580        | 29,0322        | 35          | 900          |
| Arany | 50               | 16,1290        | 14,5161        | 28          | 900          |
| Arany | 20               | 6,4516         | 5,8064         | 21          | 900          |
| Arany | 10               | 3,2258         | 2,9032         | 19          | 900          |
| Arany | 5                | 1,6129         | 1,4516         | 17          | 900          |
| Ezüst | 5                | 25,0000        | 22,5000        | 37          | 900          |
| Ezüst | 2                | 10,0000        | 8,3500         | 27          | 835          |
| Ezüst | 1                | 5,0000         | 4,1750         | 23          | 835          |
| Ezüst | 0,50             | 2,5000         | 2,0875         | 18          | 835          |
| Ezüst | 0,20             | 1,0000         | 0,8350         | 16          | 835          |

## Galéria

### Aranyérmék

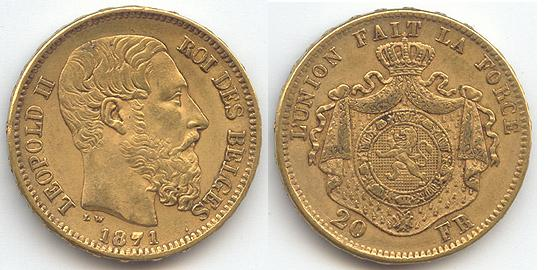
Belgium 1871-es arany 20 frankos érméje II. Lipót király és a belga címer ábrázolásával.
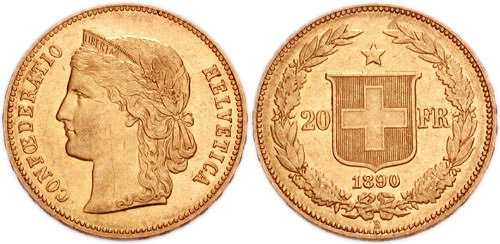
Svájc 1890-es arany 20 frankos érméje.
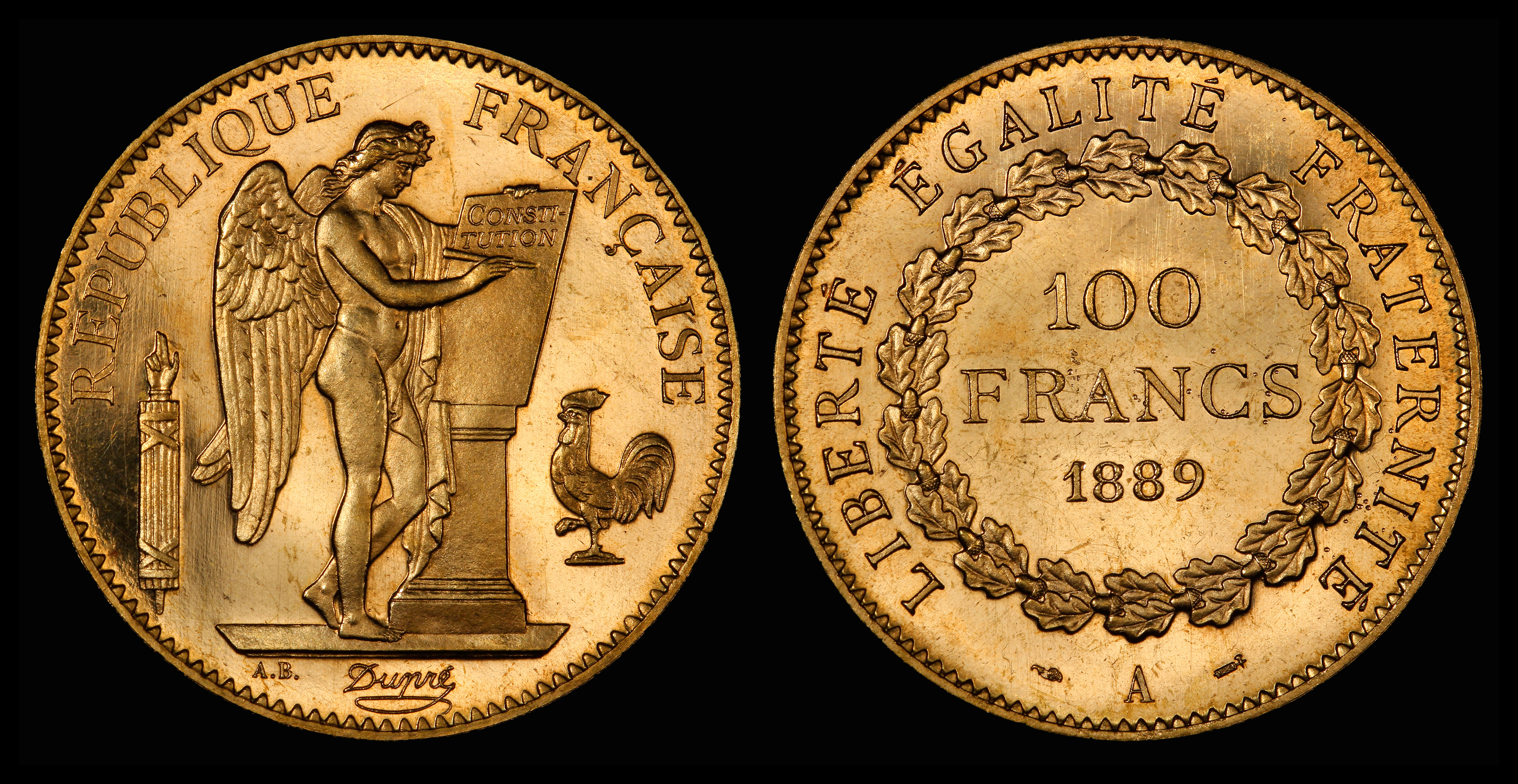
A Francia Köztársaság 1889-es arany 100 frankos érméje.

## Lásd még
- Skandináv Éremunió
- Európai Gazdasági és Monetáris Unió